# Fritillariidae
Fritillariidae é uma família de tunicados pertencentes à ordem Copelata.
Géneros:
- Appendicularia Chamisso & Eysenhardt, 1821
- Appendicularia Fol, 1874
- Fritillaria Fol, 1872
- Tectillaria Lohmann, 1926